# Angraecum viguieri
Angraecum viguieri là một loài lan.